# Liste des épisodes de Power Rangers : Cosmic Fury
 (juin 2024).
Si vous disposez d'ouvrages ou d'articles de référence ou si vous connaissez des sites web de qualité traitant du thème abordé ici, merci de compléter l'article en donnant les références utiles à sa vérifiabilité et en les liant à la section « Notes et références ».
Cet article présente le guide des épisodes de la trentième saison de la série télévisée américaine Power Rangers, Cosmic Fury (2023).

## Épisodes
| N° de prod. | N° de la saison | Titre français          | Titre VO            | Réalisé par     | Écrit par                                                                                       | Date de diffusion |
| --- | --------------- | ----------------------- | ------------------- | --------------- | ----------------------------------------------------------------------------------------------- | ----------------- |
| 964 | 1               | La foudre frappe        | Lightning Strikes   | Michael Hurst   | Histoire : Alwyn Dale et Becca Barnes Scénario : Maiya Thompson, Becca Barnes et Alwyn Dale     | 29/09/2023        |
| Erreurs[réf. nécessaire] : - Il serait impossible pour Ollie d'obtenir la Clé Dino cosmique, car la Clé dino Lumière, nécessaire pour former la clé, a été détruite par la Reine du Néant dans l'épisode Fais un vœu (Wishful Thinking). |                 |                         |                     |                 |                                                                                                 |                   |
| 965 | 2               | Irréparable ?           | Beyond Repair       | Michael Hurst   | Histoire : Becca Barnes et Alwyn Dale Scénario : Maiya Thompson et Becca Barnes                 | 29/09/2023        |
| Erreurs : - Lorsque les Rangers ont formé le Megazord Cosmic Fury, Izzy était dans le cockpit du Zord Taureau cosmique, mais après avoir détruit Doodrip, elle a ensuite été montrée dans le cockpit du Zord Cobra cosmique[réf. nécessaire]. |                 |                         |                     |                 |                                                                                                 |                   |
| 966 | 3               | Déconnexion             | Off Grid            | Charlie Haskell | Histoire : Maiya Thompson et Cameron Dixon Scénario : Alwyn Dale et Maiya Thompson              | 29/09/2023        |
| |                 |                         |                     |                 |                                                                                                 |                   |
| 967 | 4               | Travail d'équipe        | Team Work           | Charlie Haskell | Histoire : Cameron Dixon et Becca Barnes Scénario : Maiya Thompson et Cameron Dixon             | 29/09/2023        |
| Erreurs[réf. nécessaire] : - Lorsque le Megazord Cosmic Fury est formé, le symbole du Zord Requin cosmique est remplacé par le symbole du Zord Balance cosmique. Cette erreur s'est également produite dans Kyuranger, bien que le Tenbin Voyager n'ait pas été présent dans l'épisode correspondant de Kyuranger. - Javi se trouve dans le cockpit du Zord Cobra cosmique pendant la formation du Megazord, mais se retrouve ensuite dans le cockpit du Zord Taureau cosmique lors de l'attaque finale. |                 |                         |                     |                 |                                                                                                 |                   |
| 968 | 5               | Métal hurlant           | Rock Out            | Charlie Haskell | Histoire : Becca Barnes et Cameron Dixon Scénario : Alwyn Dale et Becca Barnes                  | 29/09/2023        |
| Erreurs[réf. nécessaire] : - Lors de l'exécution du Souffle Cosmic du Zord Dragon cosmique, Zayto se réfère de manière erronée au Zord Dragon cosmique en tant que MegaZord Dragon cosmique. |                 |                         |                     |                 |                                                                                                 |                   |
| 969 | 6               | Décollage               | Take Off            | Charlie Haskell | Histoire : Alwyn Dale et Maiya Thompson Scénario : Cameron Dixon et Maiya Thompson              | 29/09/2023        |
| |                 |                         |                     |                 |                                                                                                 |                   |
| 970 | 7               | Opération Sel et Poivre | Operation Seasoning | Charlie Haskell | Histoire : Cameron Dixon et Becca Barnes Scénario : Alwyn Dale, Cameron Dixon et Steve McCleary | 29/09/2023        |
| |                 |                         |                     |                 |                                                                                                 |                   |
| 971 | 8               | Changement de camp      | Switching Sides     | Michael Hurst   | Histoire : Maiya Thompson et Cameron Dixon Scénario : Cameron Dixon et Maiya Thompson           | 29/09/2023        |
| |                 |                         |                     |                 |                                                                                                 |                   |
| 972 | 9               | Plan à exécution        | Master Plan         | Michael Hurst   | Histoire : Alwyn Dales et Becca Barnes                                                          | 29/09/2023        |
| Erreurs[réf. nécessaire] : - Les Rangers se réfèrent aux Megazords Cosmic Fury et Dragon Cosmic sous le nom de Megazords Cosmic Fury et Dragon Fury, ce qui est incorrect |                 |                         |                     |                 |                                                                                                 |                   |
| 973 | 10              | Fin                     | The End             | Michael Hurst   | Alwyn Dale et Becca Barnes                                                                      | 29/09/2023        |
| Erreurs[réf. nécessaire] : - Lorsque les Megazords, Astro, Galaxie, Lumière Ninja et Beast-X reviennent pour aider les Rangers contre les Foreuses Calamar, l'attaque finale Souffle Ranger du Megazord Lumière Ninja montre une explosion verte au lieu de dorée. Dans Super Ninja Steel, cette attaque est censée représenter les Rangers sortant du Megazord Lumière Ninja, mais il n'y a pas de Ranger vert dans la série contrairement à son homologue. - De plus, l'attaque est également montrée en rafale avec une succession répétée, mais dans Super Ninja Steel, l'attaque est censée être utilisée une seule fois par bataille, car le but entier de l'attaque est d'éjecter les Rangers du Megazord. Cela laisserait les Rangers Ninja Steel éjectés dans l'espace et suffocant s'ils étaient utilisés dans cette bataille. - Lorsque les Rangers Cosmic Fury se transforment, le Morpher Cosmic Fury d'Aiyon reste ouvert tout au long. |                 |                         |                     |                 |                                                                                                 |                   |